# Lista över dvärgar i Tolkiens Midgård
Detta är en lista över dvärgar som har skrivits ner av J.R.R. Tolkien i hans böcker om Midgård.

## Alfabetisk lista
- Balin
- Bifur
- Bofur
- Bombur
- Dáin I
- Dáin II Järnfot
- Dori
- Durin den dödlöse
- Dvalin
- Fíli
- Frór
- Fundin
- Gimli
- Glóin
- Gróin
- Gror
- Kíli
- Mím
- Nori
- Óin, Gróins son
- Ori
- Torin Ekenskölde
- Thorin III Stenhjälm
- Thrain II
- Thrór

## Skådespelare
Följande skådespelare har spelat Tolkien-dvärgar i Peter Jacksons filmer:
- Bifur - William Kircher[1]
- Bofur - James Nesbitt[2]
- Bombur - Stephen Hunter[3]
- Dáin II Järnfot - Billy Connolly[källa behövs]
- Thrór - Jeffrey Thomas[källa behövs]
- Kíli - Aidan Turner[3]
- Fíli - Dean O'Gorman[källa behövs]
- Glóin - Peter Hambleton[3]
- Dvalin - Graham McTavish[3][4]
- Ori - Adam Brown
- Óin - John Callen.[5]